# 江南重工
中船江南重工股份有限公司简称江南重工、中船股份、钢构工程（上交所：600072），是江南造船（集团）有限责任公司发起成立的上市公司。2008年，公司整体搬迁至长兴岛的中船长兴岛船舶制造基地。

## 下属企业
- 江南船用电气设备厂
- 上海中船防火防腐工程技术有限公司
- 上海江南三淼生物工程设备有限公司
- 上海中船环境工程有限公司
- 上海染料研究所有限公司
- 上海江南船舶管业有限责任公司
- 南京中船绿洲环保设备工程有限责任公司